# Дорна-Арінь (комуна)
Дорна-Арінь, Дорна-Аріні (рум. Dorna-Arini) — комуна у повіті Сучава в Румунії. До складу комуни входять такі села (дані про населення за 2002 рік):
- Георгіцень (303 особи)
- Дорна-Арінь (1308 осіб)
- Козенешть (370 осіб) — адміністративний центр комуни
- Ортоая (568 осіб)
- Руска (285 осіб)
- Сунеторі (263 особи)

Комуна розташована на відстані 327 км на північ від Бухареста, 70 км на південний захід від Сучави.

## Населення
За даними перепису населення 2002 року у комуні проживали 3097 осіб.
Національний склад населення комуни:
| Національність   | Кількість осіб | Відсоток |
| ---------------- | -------------- | -------- |
| румуни           | 3095           | 99,9%    |
| угорці           | 1              | < 0,1%   |
| росіяни-липовани | 1              | < 0,1%   |

Рідною мовою назвали:
| Мова      | Кількість осіб | Відсоток |
| --------- | -------------- | -------- |
| румунська | 3096           | > 99,9%  |
| російська | 1              | < 0,1%   |

Склад населення комуни за віросповіданням:
| Релігія       | Кількість осіб | Відсоток |
| ------------- | -------------- | -------- |
| православні   | 3043           | 98,3%    |
| адвентисти    | 39             | 1,3%     |
| п'ятдесятники | 8              | 0,3%     |
| римо-католики | 4              | 0,1%     |
| реформати     | 1              | < 0,1%   |
| атеїсти       | 1              | < 0,1%   |